# Grande Inundação de 1913

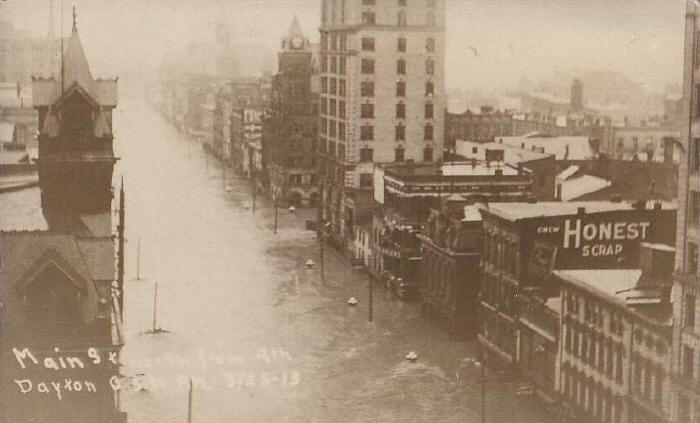
Dayton, Ohio, durante a enchente

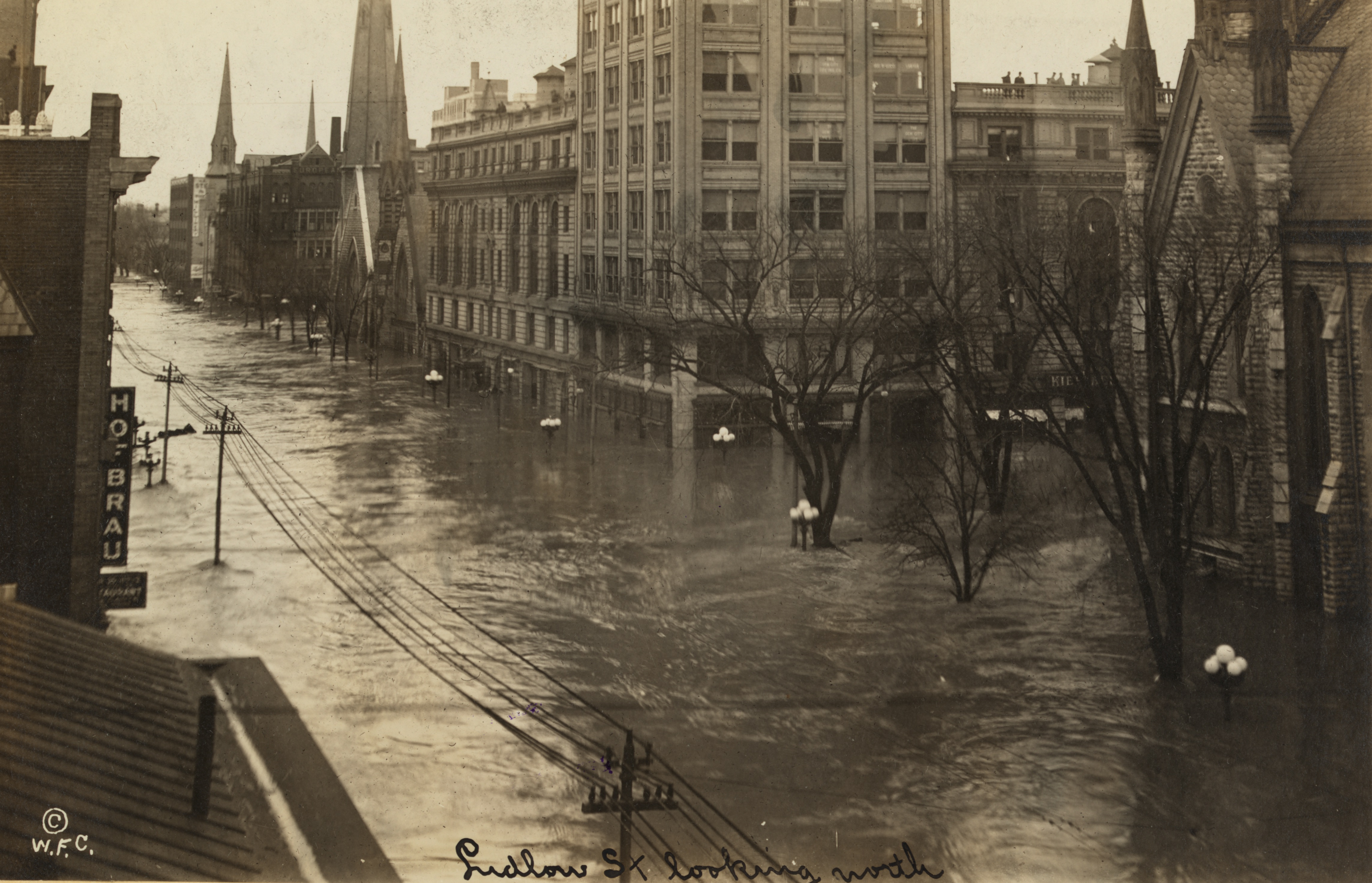
Ludlow Street in Dayton, Ohio

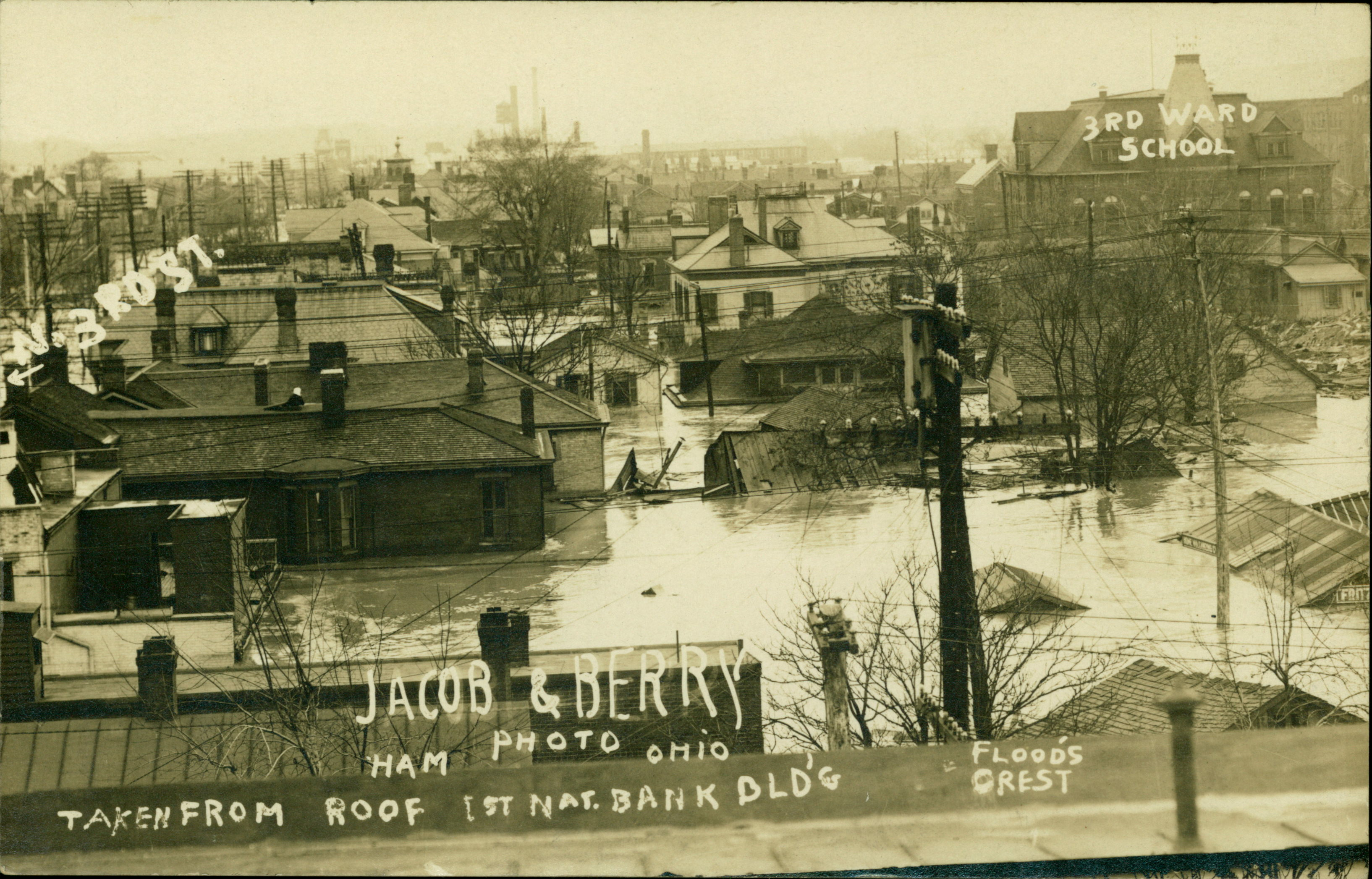
Hamilton, Ohio

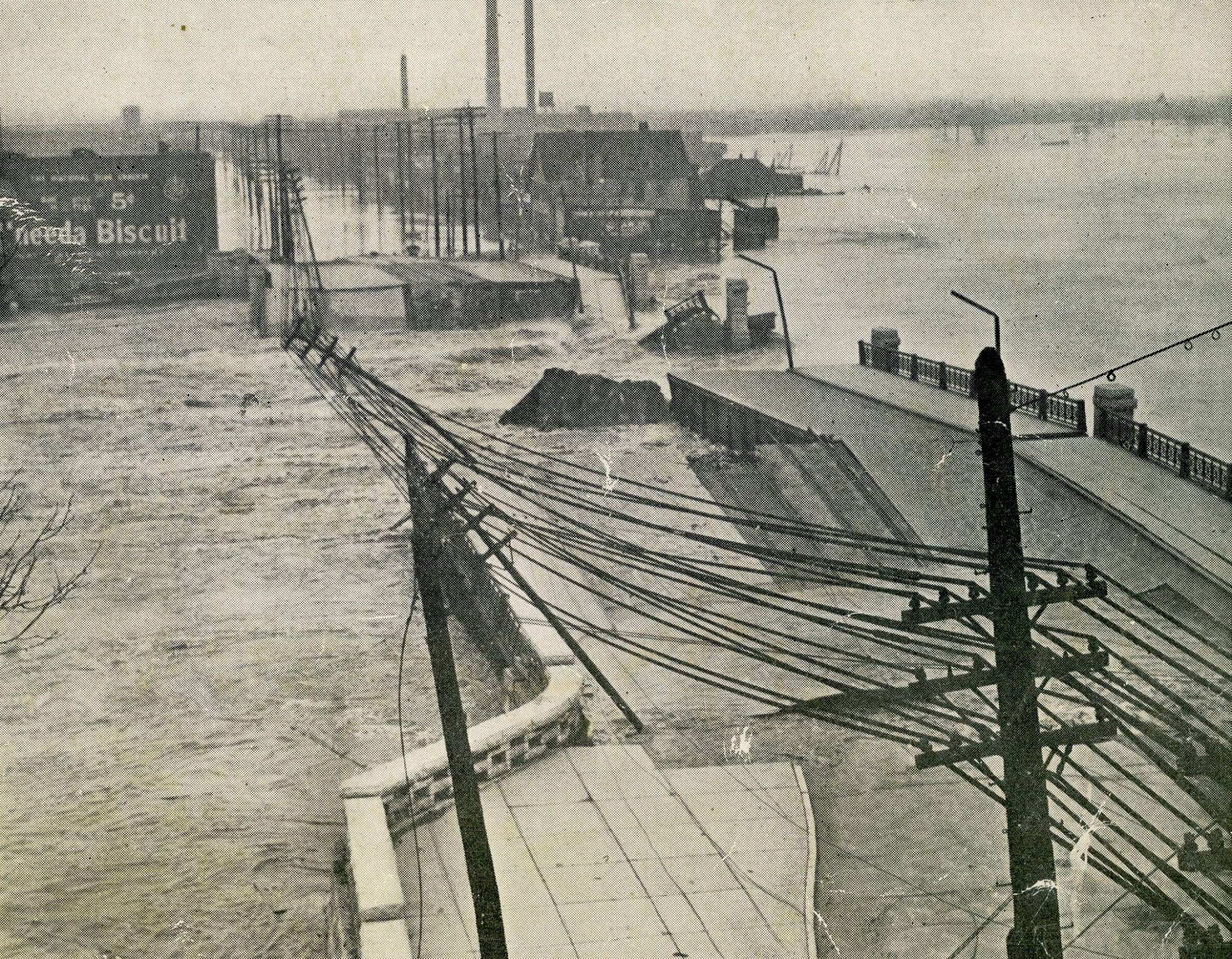
Desabamento de ponte da Washington Street em Indianápolis

A Grande Inundação de 1913 ocorreu entre 23 e 26 de março, depois que grandes rios no centro e leste dos Estados Unidos inundaram devido ao escoamento e vários dias de fortes chuvas. As mortes e danos relacionados nos Estados Unidos foram generalizados e extensos. Embora o número exato não seja certo, as mortes relacionadas às enchentes em Ohio, Indiana e onze outros estados são estimadas em aproximadamente 650. A faixa oficial de mortos em Ohio fica entre 422 e 470. As estimativas de mortes relacionadas às enchentes em Indiana variam de 100 a 200. Mais de um quarto de milhão de pessoas ficaram desabrigadas. O número de mortos da enchente de 1913 a coloca em segundo lugar para a inundação de Johnstown de 1889 como uma das inundações mais mortais nos Estados Unidos. A inundação continua sendo o maior desastre climático de Ohio. No meio-oeste dos Estados Unidos, as estimativas de danos ultrapassaram um terço de um bilhão de dólares. Os danos causados pela Grande Inundação de Dayton em Dayton, Ohio, ultrapassaram US$ 73 milhões. Os danos de Indiana foram estimados em 25 milhões de dólares (em dólares de 1913). Mais ao sul, ao longo do rio Mississippi, os danos ultrapassaram US$ 200 milhões. A devastação da inundação de 1913 e as inundações posteriores ao longo do rio Mississippi acabaram mudando a gestão do país de seus cursos d'água e aumentando o apoio federal para a prevenção abrangente de enchentes e financiamento para projetos de controle de inundações. O Ohio Conservancy Act, que foi assinado pelo governador de Ohio em 1914, tornou-se um modelo a ser seguido por outros estados. A lei permitiu a criação de distritos de conservação com autoridade para implementar projetos de controle de enchentes.
O sistema de tempestades que produziu a inundação no final de março de 1913 começou com um padrão típico de tempestade de inverno, mas desenvolveu características que promoveram precipitação intensa. Fortes ventos canadenses paralisaram um sistema de alta pressão ao largo das Bermudas e atrasaram o fluxo normal de leste de um sistema de baixa pressão. Enquanto isso, o ar úmido do Golfo do México se moveu para o meio-oeste dos Estados Unidos através do vale do rio Mississippi quando um segundo sistema canadense de alta pressão chegou do oeste, criando um cavado de baixa pressão que se estendia do sul de Illinois, passando pelo centro de Indiana e chegando ao norte de Ohio. Pelo menos dois sistemas de baixa pressão que se deslocavam ao longo do cavado causaram fortes chuvas no período de quatro dias, entre 23 e 26 de março. Quando a tempestade ganhou força no domingo, 23 de março, ventos fortes, granizo, granizo e tornados chegaram às Grandes Planícies, ao sul dos Estados Unidos e ao meio-oeste dos Estados Unidos. Grandes tornados atingiram Omaha, Nebraska, Arkansas; e Terre Haute, Indiana. Na segunda e terça-feira, 24 e 25 de março, choveu de 3 a 8 polegadas (76 a 203 mm) em Ohio, Indiana e no sul de Illinois. Os principais rios de Indiana e Ohio sofreram forte escoamento. A jusante, onde o rio Ohio entra no rio Mississippi, o nível da água bateu recordes até então, quando a água fluiu para o sul até o Golfo do México. Na terça-feira, 25 de março, o rio Ohio e seus afluentes inundaram cidades como Indianápolis, Indiana e Cincinnati, Youngstown e Columbus, Ohio. Dayton, Ohio, foi particularmente atingida. Na quarta-feira, 26 de março, a tempestade se moveu para o leste na Pensilvânia e em Nova York, enquanto fortes chuvas continuaram no vale do rio Ohio. A precipitação mais pesada, de 6 a 9 polegadas (150 a 230 mm) ou mais, cobriu uma área do sul de Illinois ao noroeste da Pensilvânia. À medida que a tempestade continuava para o leste, inundações começaram em Nova York, Massachusetts, Vermont e Virgínia. O rio Potomac transbordou suas margens em Maryland.

As comunidades estaduais e locais lidaram com grande parte de sua própria resposta a desastres e socorro em 1913. A Cruz Vermelha Americana, uma pequena organização na época, concentrou seus esforços em mais de cem das comunidades mais atingidas de Ohio, incluindo Dayton, e serviu seis dos condados mais atingidos de Indiana. O governador de Ohio, James M. Cox, pediu ao legislativo estadual que se aproprie de US$ 250 mil (R$ 7,4 milhões em 2022) para o auxílio emergencial. O governador de Indiana, Samuel M. Ralston, apelou às cidades de Indiana e outros estados para obter ajuda humanitária. Muitas comunidades cuidaram de suas próprias vítimas das enchentes com assistência da Cruz Vermelha, doações de caridade e contribuições de empresas, indústrias e organizações de serviços locais.